# Temple Bar, London
Temple Bar var tidigare den viktigaste infarten till City of London från väster. Den är känd från 1293 och har byggts om flera gånger, men revs 1878 för att ge plats till en utvidgning av gatorna Strand och Fleet Street. Ett minnesmärke med en grip på toppen sattes upp på platsen år 1880.
Temple Bar var troligen först en enkel kedja spänd över vägen in till London mellan två trästolpar men år 1351 byggde man ett hus med en port i trä och flera fängelseceller. Gapstocken och stolparna, som de avrättades huvuden sattes upp på, fanns också här. 
Träporten blev svårt skadad under  Stora branden i London 1666 och var så förfallen att en ny port byggdes på order av kung Karl II. Den gamla porten revs 1669 och det nya portvalvet var klart 1672. Christopher Wren anses vara arkitekten bakom den nya stadsporten som byggdes av portlandskalksten från det kungliga stenbrottet i Dorset. Den dekorerades med skulpturer av drottning Anna och kung Jakob I på ena sidan och kungarna Karl I och Karl II på den andra.
Stadsporten monterades ner, sten för sten, när vägen skulle utvidgas år 1878 och flyttades till Theobalds Park i Hertfordshire där den byggdes upp igen och tjänade som ingångsport till godset. Övervåningen användes som festlokal och 1889 byggdes en portvaktstuga.
1976 bildades föreningen The Temple Bar Trust med syfte att flytta  stadsporten tillbaka till London och bygga upp den igen. De övertog Temple Bar år 1986 och 2001 beviljade kommunstyrelsen pengar till projektet. Porten monterades ner och återuppfördes vid Paternoster Square i närheten av Sankt Paulskatedralen och invigdes på sin nya plats den 10 november 2004 av Londons överborgmästare.

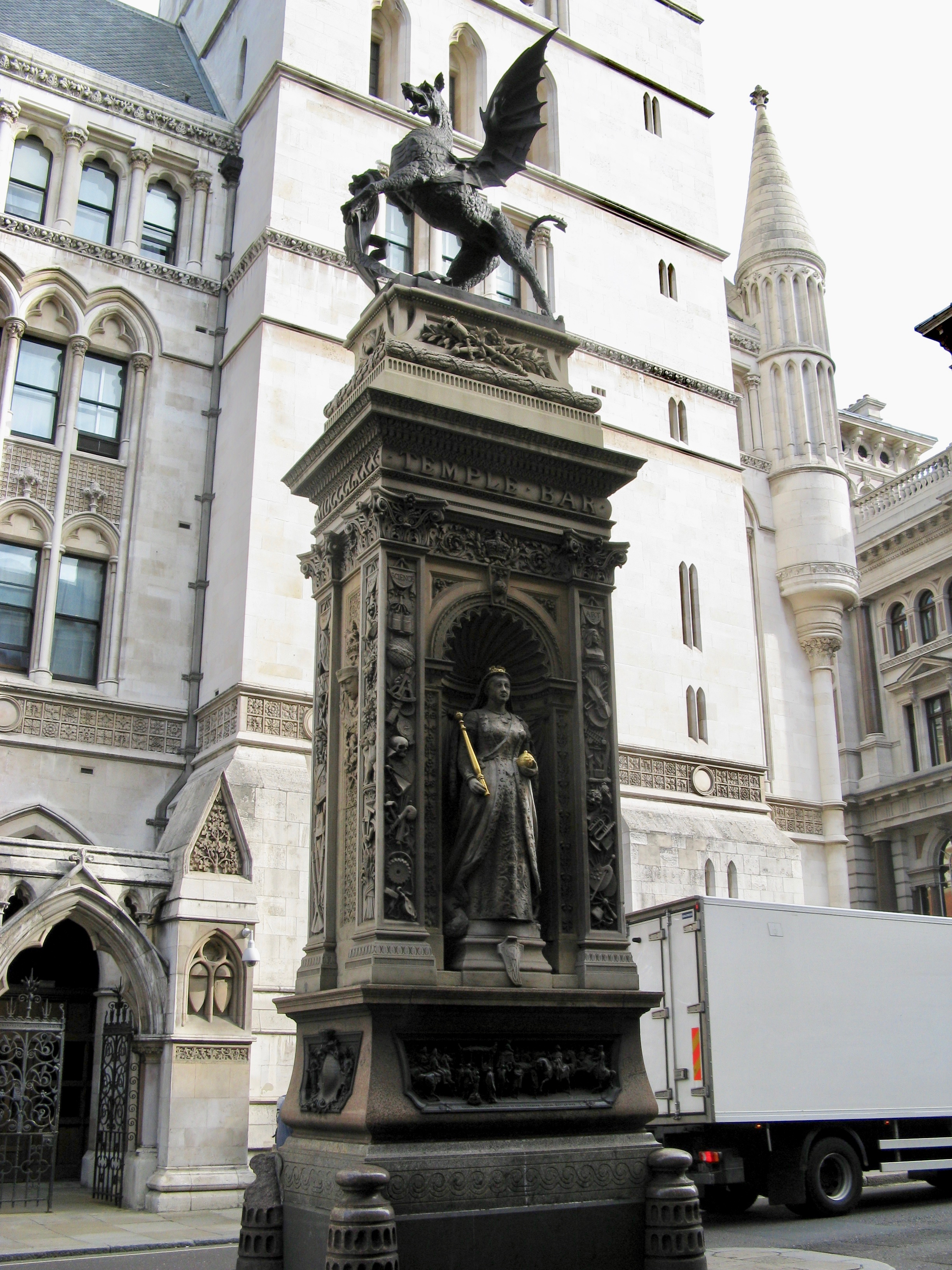
Minnesmärket utanför Royal Courts of Justice.

Enligt traditionen är Temple Bar den enda möjligheten för Storbritanniens monark att ta sig in i City of London. Hon måste begära tillstånd av överborgmästaren som ger henne stadens pärlprydda svärd och låter stänga porten.